# 斯卡爾肖爾斯 (喬治亞州)
斯卡爾肖爾斯（英語：Scull Shoals）是位於美國喬治亞州格林縣（Greene County）的一個鬼鎮。由於此地已於1861年被荒廢，本地已無人居住。

## 地理
斯卡爾肖爾斯的座標為33°43′42″N 83°17′34″W / 33.72833°N 83.29278°W，而該地的平均海拔高度為137米（即449英尺）。